# Hermann Muthesius

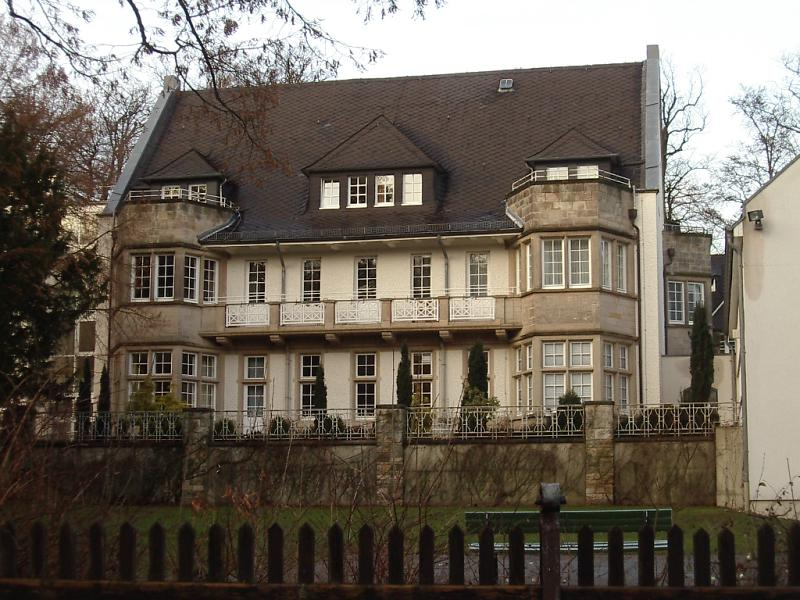
Façana sud de l'Elena-Klinik a Harleshausen (Kassel) l'edifici principal de la qual fou un disseny de Muthesius com a residència privada.

Adam Gottlieb Hermann Muthesius (20 d'abril de 1861 - 29 d'octubre de 1927), conegut senzillament com a Hermann Muthesius, fou un arquitecte, escriptor i diplomat alemany, famós principalment per haver popularitzat les idees del moviment anglès Arts and Crafts en el context germànic i per la influència que va exercir en els pioners del moviment modern en l'arquitectura alemanya, com l'escola Bauhaus, sobretot pel seu interès en el funcionalisme i l'estandardització arquitectònica.

## Joventut
Muthesius nasqué l'any 1861 al poble de Gross Neuhausen, prop d'Erfurt, on va rebre classes del seu pare que era paleta. Després del servei militar obligatori i dos anys estudiant filosofia i història de l'art a la Universitat Frederic Guillem de Berlín, va estudiar arquitectura a la Universitat Tècnica de Charlottenburg el 1863 mentre treballava al despatx de l'arquitecte del Reichstag, Paul Wallot.
En finalitzar els seus estudis Muthesius passà tres anys a Tòquio com a empleat d'una empresa de la construcció alemanya. A la capital japonesa va veure el seu primer edifici acabat: una església luterana alemanya. Després de la seva estada al Japó, Muthesius va viatjar per Àsia. Va retornar a Alemanya el 1891 on va passar un temps treballant d'arquitecte públic i editor d'una revista especialitzada de construcció.

## Estada a Londres
L'any 1896 Muthesius va rebre l'oferta de treballar per al govern prussià a l'ambaixada de Londres, on havia de publicar d'estudiar la vida britànica i les maneres de fer les coses al país. Durant els següents sis anys va investigar l'arquitectura residencial, així com la vida i dissenys domèstics, que va acabar amb un informe en tres volums sota el títol de Das englische Haus ("La casa anglesa"), que fou una gran influència en arquitectes posteriors com l'hongarès Ernő Goldfinger. Tot i que els temes que toca en aquesta obra són molt variats, Muthesius estava especialment interessat en el moviment Arts and Crafts pel seu èmfasi en allò funcional, modest, individual i honest, que veié com a alternativa a l'historicisme de moda en l'arquitectura de l'època i l'obsessió amb l'ornament de l'arquitectura alemanya del segle xix. També li interessava l'interès del moviment anglès de portar l'artesania al terreny del disseny industrial, que veia com un benefici econòmic nacional important. També va visitar Glasgow per conèixer les innovacions produïdes per l'Escola de Glasgow, com ara l'obra de Charles Rennie Mackintosh.
A banda dels seus informes oficials, Muthesius també va produir obra com a autor independent, i va comunicar les seves idees i observacions en una sèrie de llibres i articles de llarga influència que el convertiren en una figura cultural de pes al seu país d'origen. El 1904 va publicar Das englische Haus, i el 1905 va escriure sobre les Willow Tearooms per a una edició de Dekorative Kunst, sobretot sobre Mackintosh. En paraules de Muthesius, "Avui en dia qualsevol visitant de Glasgow pot descansar en cos i ànima als salons de la Miss Cranton i per uns quants penics beure-hi te, prendre-hi esmorzar i creure que un es troba en un conte de fades." Al mateix temps lamentava que els esforços de Mackintosh "per alçar la bandera de la bellesa en aquesta tupida selva de lletjor" no donessin fruit.

## "L'afer Muthesius" i el Deutscher Werkbund
Hermann Muthesius va tornar a Alemanya el 1905, on es va establir com a arquitecte privat, mentre que seguí treballant per al govern de Prússia. Durant les següents dues dècades va dissenyar un bon nombre de cases per tot el país, basant-se en els principis que el feren famós en el seu llibre i cimentant aquesta pràctica en la seva arquitectura.
Durant aquesta època Muthesius també era reconegut com un admirador de la cultura anglesa, si bé això el va portar a acusacions de deslleialtat. El Fachverband für die wirtschaftlichen Interessen des Kunstgewerbes (Associació per als Interessos Econòmics de l'Art i l'Artesania) va acusar l'arquitecte de criticar la qualitat dels productes industrials alemanys durant una conferència a Berlín. La polèmica resultant va fer que diversos dissenyadors de prestigi i industrialistes alemanys abandonessin aquesta associació i iniciessin el Deutscher Werkbund, amb la intenció explícita de portar el disseny al seu màxim grau de qualitat i quantitat produïda.
El Deutscher Werkbund va ser una gran influència per a Le Corbusier, Walter Gropius i Mies van der Rohe. Tot i que en molts sentits era el pare espiritual d'aquesta associació i fins i tot en fou el director de 1910 fins a 1916, Muthesius sentia poca simpatia pels moviments de l'època com l'Art Nouveau i els primers dissenys de la Bauhaus, considerant que eren tan superficials com aquells que havia criticat del segle xix.
Un dels arquitectes de la primera ciutat jardí d'Alemanya, Hellerau (1909), als afores de Dresden, fou el mateix Muthesius. La seva fundació va estar relacionada amb les activitats del Deutscher Werbund. Entre els empleats de Muthesius comptava l'urbanista socialista Martin Wagner, qui aplicà les lliçons de la ciutat jardí a Berlín de 1924 fins a 1932. Muthesius va seguir dissenyant cases i escrivint sobre arquitectura domèstica fins que va morir el 1927 d'un accident de cotxe a la sortida d'una visita oficial a Berlín.

## Cases més importants
- Bernhard house, Berlin-Wilmersdorf, (1906)
- Cramer house, Berlin-Zehlendorf, (1913)

## Principals obres sobre arquitectura
- Die Englische Baukunst der Gegenwart ("L'arquitectura anglesa actual", 1901)
- Stilarchitektur und Baukunst (1902)
- Das englische Haus (1904)
- Wie baue ich mein Haus (1915)